# Thelaira leucozona
Thelaira leucozona là một loài ruồi trong họ Tachinidae.